# 藏臭草
藏臭草（学名：Melica tibetica），为禾本科臭草属下的一个植物种。